# 7e étape du Tour de France 2014
Pour un article plus général, voir Tour de France 2014.

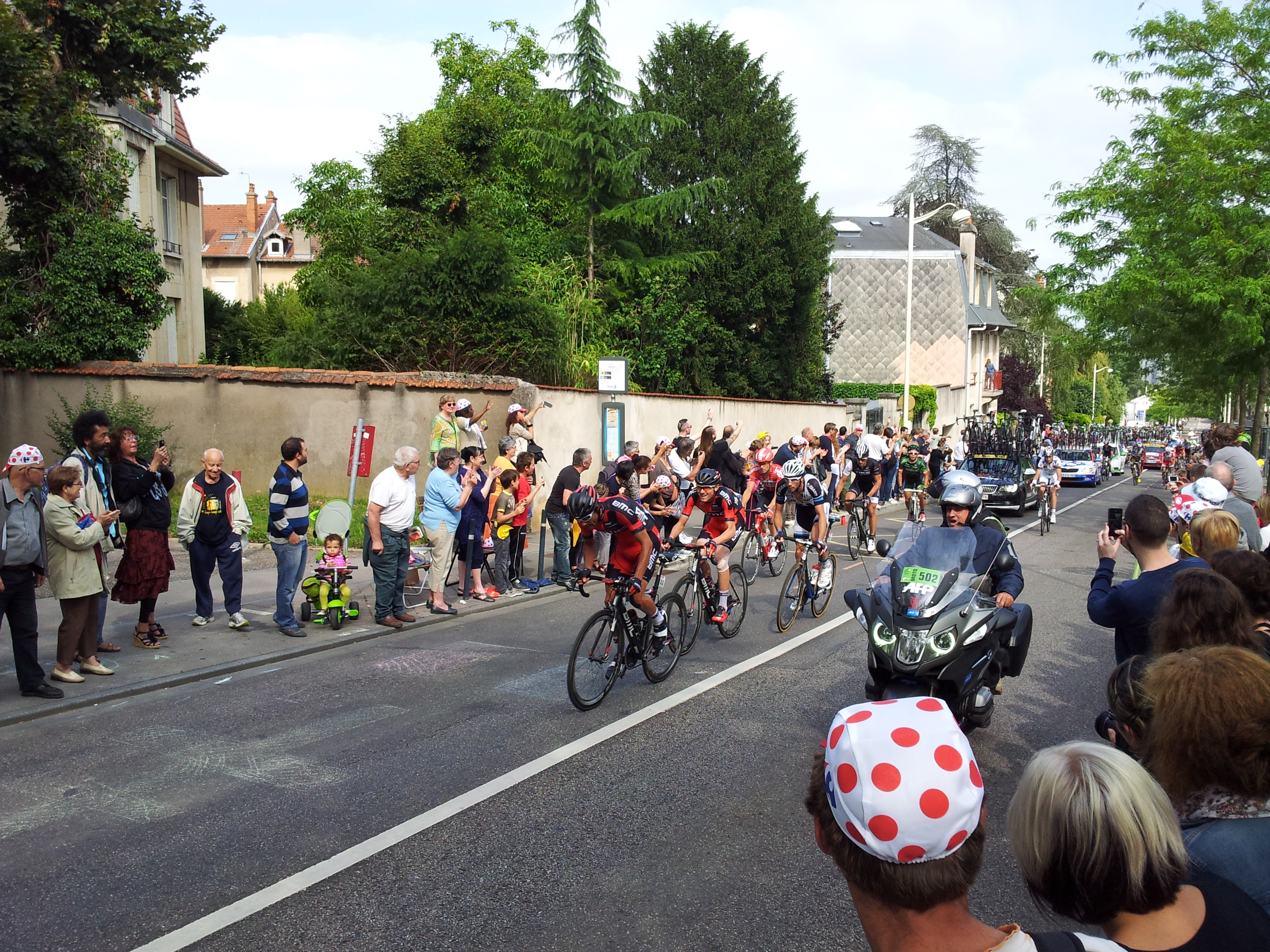
Amaël Moinard devant Tejay van Garderen qui tente de revenir après sa chute

La 7e étape du Tour de France 2014 s'est déroulée le vendredi 11 juillet 2014 entre Épernay et Nancy.

## Parcours
L'étape de 235 km, la deuxième plus longue étape du tour, passe près des lieux de batailles dans l'Argonne et la Meuse. Elle comporte un sprint intermédiaire et deux petites côtes répertoriées vers la fin d'étape.

## Déroulement de la course
Une échappée de six coureurs se dessinent dans les dix premiers kilomètres, avec Martin Elmiger (IAM). Mais les Cannondale attaquent pour leur leader Peter Sagan, les échappés sont rejoints près de la côte de Maron. De nouvelles échappées tentent de se créer, la plus prolifique celle de Greg Van Avermaet accompagné de Peter Sagan dans la côte de Boufflers. Ils sont repris à quelques mètres devant la ligne par un groupe d'une vingtaine de coureurs et Sagan prend pour la troisième fois la deuxième place, derrière Matteo Trentin (Omega Pharma-Quick Step), de quelques millimètres. 

Tejay van Garderen retardé en raison d'une chute de plusieurs coureurs à 16 km de l'arrivée, perd un peu plus d'une minute sur ses principaux concurrents. Andrew Talansky (Garmin-Sharp), à cause d'une faute dans le sprint final, fait la culbute.

## Résultats

### Classement de l'étape
| Classement de la 7e étape | Classement de la 7e étape | Classement de la 7e étape | Classement de la 7e étape | Classement de la 7e étape |
|                           | Coureur                   | Pays                      | Équipe                    | Temps                     |
| ------------------------- | ------------------------- | ------------------------- | ------------------------- | ------------------------- |
| 1er                       | Matteo Trentin            | Italie                    | Omega Pharma-Quick Step   | en 5 h 18 min 39 s        |
| 2e                        | Peter Sagan               | Slovaquie                 | Cannondale                | m.t                       |
| 3e                        | Tony Gallopin             | France                    | Lotto-Belisol             | m.t                       |
| 4e                        | Tom Dumoulin              | Pays-Bas                  | Giant-Shimano             | m.t                       |
| 5e                        | Simon Gerrans             | Australie                 | Orica-GreenEDGE           | m.t                       |
| 6e                        | Daniel Oss                | Italie                    | BMC Racing                | m.t                       |
| 7e                        | Cyril Gautier             | France                    | Europcar                  | m.t                       |
| 8e                        | Sylvain Chavanel          | France                    | IAM                       | m.t                       |
| 9e                        | Sep Vanmarcke             | Belgique                  | Belkin                    | m.t                       |
| 10e                       | Greg Van Avermaet         | Belgique                  | BMC Racing                | m.t                       |
| modifier                  |                           |                           |                           |                           |

### Points attribués
| Sprint intermédiaire de Hannonville-sous-les-Côtes (km 148) | Sprint intermédiaire de Hannonville-sous-les-Côtes (km 148) | Sprint intermédiaire de Hannonville-sous-les-Côtes (km 148) | Sprint intermédiaire de Hannonville-sous-les-Côtes (km 148) | Sprint intermédiaire de Hannonville-sous-les-Côtes (km 148) |
| ----------------------------------------------------------- | ----------------------------------------------------------- | ----------------------------------------------------------- | ----------------------------------------------------------- | ----------------------------------------------------------- |
|                                                             | Coureur                                                     | Pays                                                        | Équipe                                                      | Point(s)                                                    |
| 1er                                                         | Martin Elmiger                                              | Suisse                                                      | IAM                                                         | 20                                                          |
| 2e                                                          | Alexandre Pichot                                            | France                                                      | Europcar                                                    | 17                                                          |
| 3e                                                          | Anthony Delaplace                                           | France                                                      | Bretagne-Séché Environnement                                | 15                                                          |
| 4e                                                          | Matthew Busche                                              | États-Unis                                                  | Trek Factory Racing                                         | 13                                                          |
| 5e                                                          | Nicolas Edet                                                | France                                                      | Cofidis                                                     | 11                                                          |
| 6e                                                          | Bartosz Huzarski                                            | Pologne                                                     | NetApp-Endura                                               | 10                                                          |
| 7e                                                          | Bryan Coquard                                               | France                                                      | Europcar                                                    | 9                                                           |
| 8e                                                          | Mark Renshaw                                                | Australie                                                   | Omega Pharma-Quick Step                                     | 8                                                           |
| 9e                                                          | Peter Sagan                                                 | Slovaquie                                                   | Cannondale                                                  | 7                                                           |
| 10e                                                         | Elia Viviani                                                | Italie                                                      | Cannondale                                                  | 6                                                           |
| 11e                                                         | Alessandro Petacchi                                         | Italie                                                      | Omega Pharma-Quick Step                                     | 5                                                           |
| 12e                                                         | Fabio Sabatini                                              | Italie                                                      | Cannondale                                                  | 4                                                           |
| 13e                                                         | Niki Terpstra                                               | Pays-Bas                                                    | Omega Pharma-Quick Step                                     | 3                                                           |
| 14e                                                         | Marcel Kittel                                               | Allemagne                                                   | Giant-Shimano                                               | 2                                                           |
| 15e                                                         | Mickaël Delage                                              | France                                                      | FDJ.fr                                                      | 1                                                           |
| modifier                                                    |                                                             |                                                             |                                                             |                                                             |

| Classement de l'étape | Classement de l'étape | Classement de l'étape | Classement de l'étape   | Classement de l'étape |
| --------------------- | --------------------- | --------------------- | ----------------------- | --------------------- |
|                       | Coureur               | Pays                  | Équipe                  | Point(s)              |
| 1er                   | Matteo Trentin        | Italie                | Omega Pharma-Quick Step | 45                    |
| 2e                    | Peter Sagan           | Slovaquie             | Cannondale              | 35                    |
| 3e                    | Tony Gallopin         | France                | Lotto-Belisol           | 30                    |
| 4e                    | Tom Dumoulin          | Pays-Bas              | Giant-Shimano           | 26                    |
| 5e                    | Simon Gerrans         | Australie             | Orica-GreenEDGE         | 22                    |
| 6e                    | Daniel Oss            | Italie                | BMC Racing              | 20                    |
| 7e                    | Cyril Gautier         | France                | Europcar                | 18                    |
| 8e                    | Sylvain Chavanel      | France                | IAM                     | 16                    |
| 9e                    | Sep Vanmarcke         | Belgique              | Belkin                  | 14                    |
| 10e                   | Greg Van Avermaet     | Belgique              | BMC Racing              | 12                    |
| 11e                   | Kévin Réza            | France                | Europcar                | 10                    |
| 12e                   | Alejandro Valverde    | Espagne               | Movistar                | 8                     |
| 13e                   | Arthur Vichot         | France                | FDJ.fr                  | 6                     |
| 14e                   | Rui Costa             | Portugal              | Lampre-Merida           | 4                     |
| 15e                   | Romain Bardet         | France                | AG2R La Mondiale        | 2                     |
| modifier              |                       |                       |                         |                       |

### Cols et côtes
| Côte de Maron (km 217,5) 4e catégorie | Côte de Maron (km 217,5) 4e catégorie | Côte de Maron (km 217,5) 4e catégorie | Côte de Maron (km 217,5) 4e catégorie | Côte de Maron (km 217,5) 4e catégorie |
| ------------------------------------- | ------------------------------------- | ------------------------------------- | ------------------------------------- | ------------------------------------- |
|                                       | Coureur                               | Pays                                  | Équipe                                | Point(s)                              |
| 1er                                   | Simon Yates                           | Royaume-Uni                           | Orica-GreenEDGE                       | 1                                     |
| modifier                              |                                       |                                       |                                       |                                       |

| Côte de Boufflers (km 229) 4e catégorie | Côte de Boufflers (km 229) 4e catégorie | Côte de Boufflers (km 229) 4e catégorie | Côte de Boufflers (km 229) 4e catégorie | Côte de Boufflers (km 229) 4e catégorie |
| --------------------------------------- | --------------------------------------- | --------------------------------------- | --------------------------------------- | --------------------------------------- |
|                                         | Coureur                                 | Pays                                    | Équipe                                  | Point(s)                                |
| 1er                                     | Greg Van Avermaet                       | Belgique                                | BMC Racing                              | 1                                       |
| modifier                                |                                         |                                         |                                         |                                         |

## Classements à l'issue de l'étape

### Classement général
| Classement général | Classement général    | Classement général | Classement général      | Classement général |
|                    | Coureur               | Pays               | Équipe                  | Temps              |
| ------------------ | --------------------- | ------------------ | ----------------------- | ------------------ |
| 1er                | Vincenzo Nibali       | Italie             | Astana                  | en 29 h 57 min 4 s |
| 2e                 | Jakob Fuglsang        | Danemark           | Astana                  | + 2 s              |
| 3e                 | Peter Sagan           | Slovaquie          | Cannondale              | + 44 s             |
| 4e                 | Michał Kwiatkowski    | Pologne            | Omega Pharma-Quick Step | + 50 s             |
| 5e                 | Jurgen Van den Broeck | Belgique           | Lotto-Belisol           | + 1 min 45 s       |
| 6e                 | Tony Gallopin         | France             | Lotto-Belisol           | + 1 min 45 s       |
| 7e                 | Richie Porte          | Australie          | Sky                     | + 1 min 54 s       |
| 8e                 | Andrew Talansky       | États-Unis         | Garmin-Sharp            | + 2 min 5 s        |
| 9e                 | Alejandro Valverde    | Espagne            | Movistar                | + 2 min 11 s       |
| 10e                | Romain Bardet         | France             | AG2R La Mondiale        | + 2 min 11 s       |
| modifier           |                       |                    |                         |                    |

### Classement par points
| Classement par points | Classement par points | Classement par points | Classement par points | Classement par points |
| --------------------- | --------------------- | --------------------- | --------------------- | --------------------- |
|                       | Coureur               | Pays                  | Équipe                | Point(s)              |
| 1er                   | Peter Sagan           | Slovaquie             | Cannondale            | 259 points            |
| 2e                    | Bryan Coquard         | France                | Europcar              | 146 pts               |
| 3e                    | Marcel Kittel         | Allemagne             | Giant-Shimano         | 137 pts               |
| modifier              |                       |                       |                       |                       |

### Classement du meilleur grimpeur
| Classement du meilleur grimpeur | Classement du meilleur grimpeur | Classement du meilleur grimpeur | Classement du meilleur grimpeur | Classement du meilleur grimpeur |
| ------------------------------- | ------------------------------- | ------------------------------- | ------------------------------- | ------------------------------- |
|                                 | Coureur                         | Pays                            | Équipe                          | Point(s)                        |
| 1er                             | Cyril Lemoine                   | France                          | Cofidis                         | 6 points                        |
| 2e                              | Blel Kadri                      | France                          | AG2R La Mondiale                | 5 pts                           |
| 3e                              | Jens Voigt                      | Allemagne                       | Trek Factory Racing             | 4 pts                           |
| modifier                        |                                 |                                 |                                 |                                 |

### Classement du meilleur jeune
| Classement général du meilleur jeune | Classement général du meilleur jeune | Classement général du meilleur jeune | Classement général du meilleur jeune | Classement général du meilleur jeune |
|                                      | Coureur                              | Pays                                 | Équipe                               | Temps                                |
| ------------------------------------ | ------------------------------------ | ------------------------------------ | ------------------------------------ | ------------------------------------ |
| 1er                                  | Peter Sagan                          | Slovaquie                            | Cannondale                           | en 29 h 57 min 48 s                  |
| 2e                                   | Michał Kwiatkowski                   | Pologne                              | Omega Pharma-Quick Step              | + 6 s                                |
| 3e                                   | Romain Bardet                        | France                               | AG2R La Mondiale                     | + 1 min 27 s                         |
| modifier                             |                                      |                                      |                                      |                                      |

### Classement par équipes
| Classement par équipes | Classement par équipes | Classement par équipes | Classement par équipes |
|                        | Équipe                 | Pays                   | Temps                  |
| ---------------------- | ---------------------- | ---------------------- | ---------------------- |
| 1re                    | Astana                 | Kazakhstan             | en 89 h 53 min 23 s    |
| 2e                     | Belkin                 | Pays-Bas               | + 3 min 29 s           |
| 3e                     | Sky                    | Royaume-Uni            | + 5 min 28 s           |
| modifier               |                        |                        |                        |

## Abandons
- Darwin Atapuma (BMC Racing) : abandon
- Stef Clement (Belkin) : abandon
- Danny van Poppel (Trek Factory Racing) : abandon